# Кубок Томаса 1952
Кубок Томаса — международный турнир команды за господство в бадминтоне мужской (женским аналогом является Uber Cup). Начиная с 1948—1949 годов он не проводился. С 1949—1950 года Кубок Томаса проходил каждые три года до 1982 года, а затем проводился каждые два года. Двенадцать Сборных команд оспаривали Кубок Томаса в сезоне 1951—1952 по бадминтону, второе издание турнира. В соответствии с правилами участники разделены на три региональных отборочные зоны, Тихоокеанский регион, Европа и Америку. Победитель каждой зоны играл в плей-офф.

## Зональные Соревнования
Индия побеждает всех с тихоокеанской зоны, победив новичков из Таиланда и Австралии (9-0 с той и другой командой). Шесть из двенадцати команд в турнире боролись в европейской зоне. Одержала победу Дания, но была жесткая борьба со Швецией в полуфинале, итог (6-3). В американской зоне играли только две команды, Соединенные Штаты Америки и Канада. Победу одержала США со счетом 6-3.

## Финал
Ниже приведены победители в своем регионе 1952 Кубок Томаса

Америка
- Соединенные Штаты Америки

Океания
- Индия

Европа
- Дания

Турнир проводился в две игры. В первой игре играли Индия против Дании, победила Индия (6-3). Во второй игре США против Индии. Победу одержала США (5-4):
- Индия 6 — 3 Дания
- США 5 — 4 Индия